# Chery Automobile

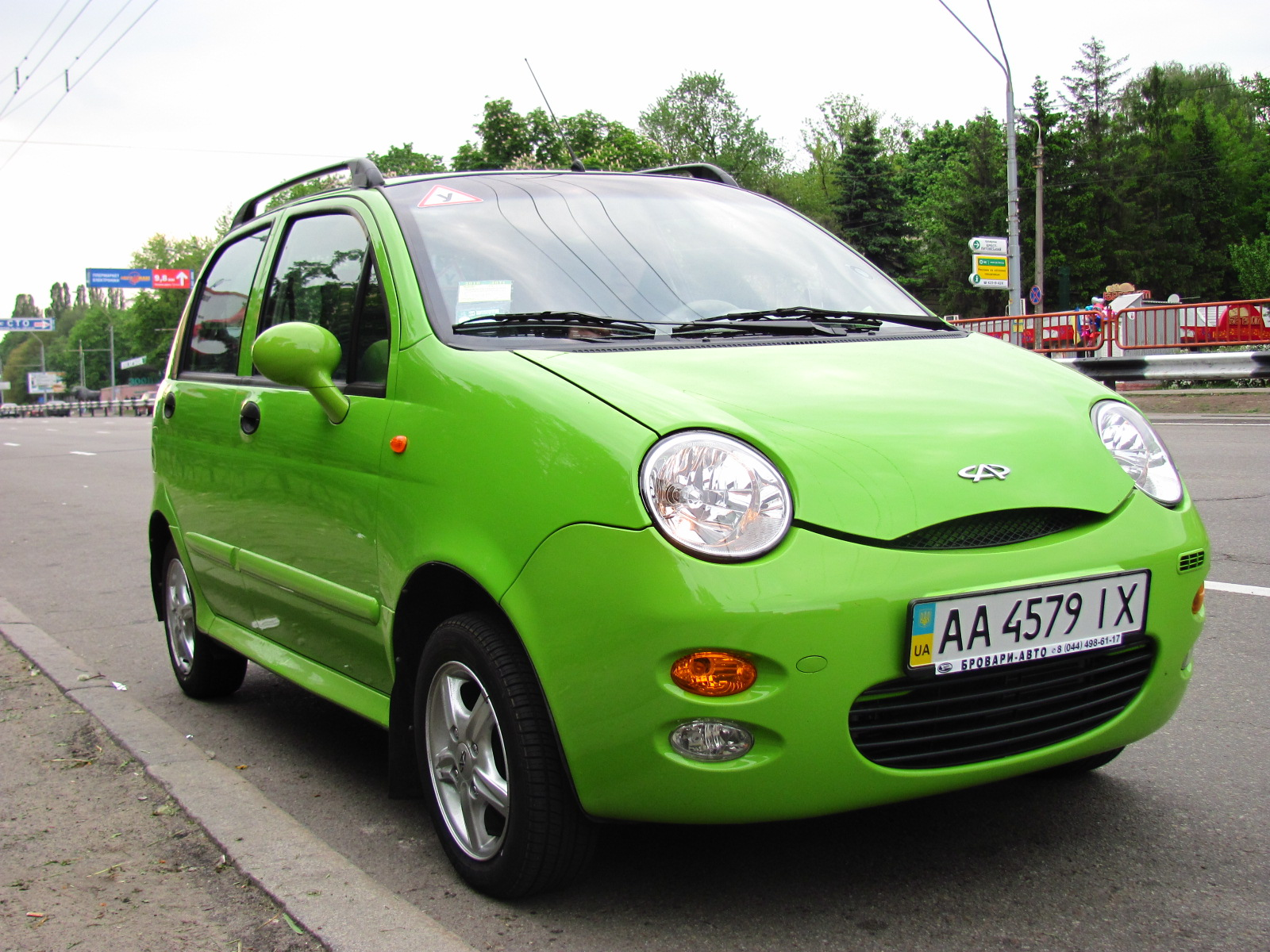
Chery QQ

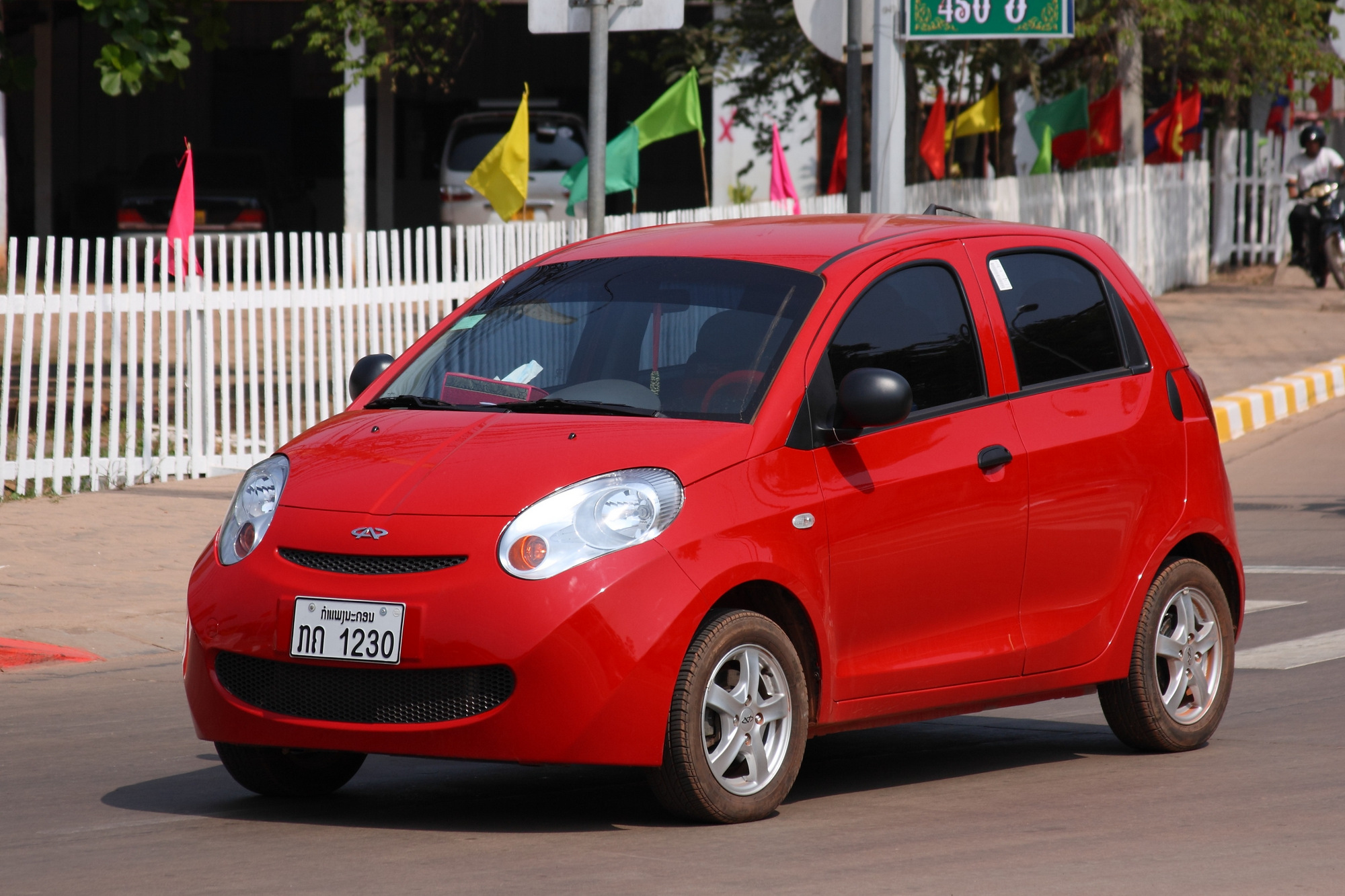
Chery (Riich) M1

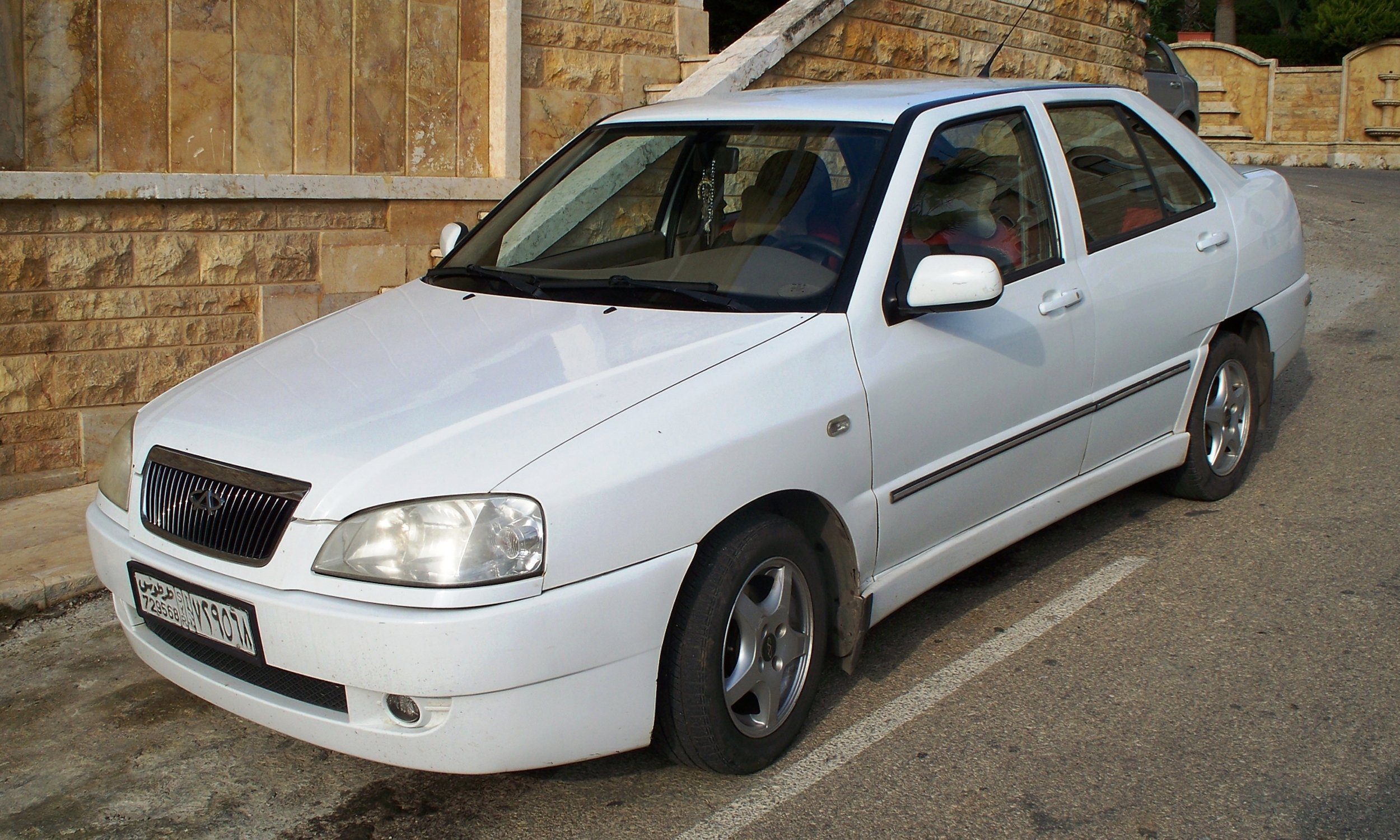
Chery Cowin

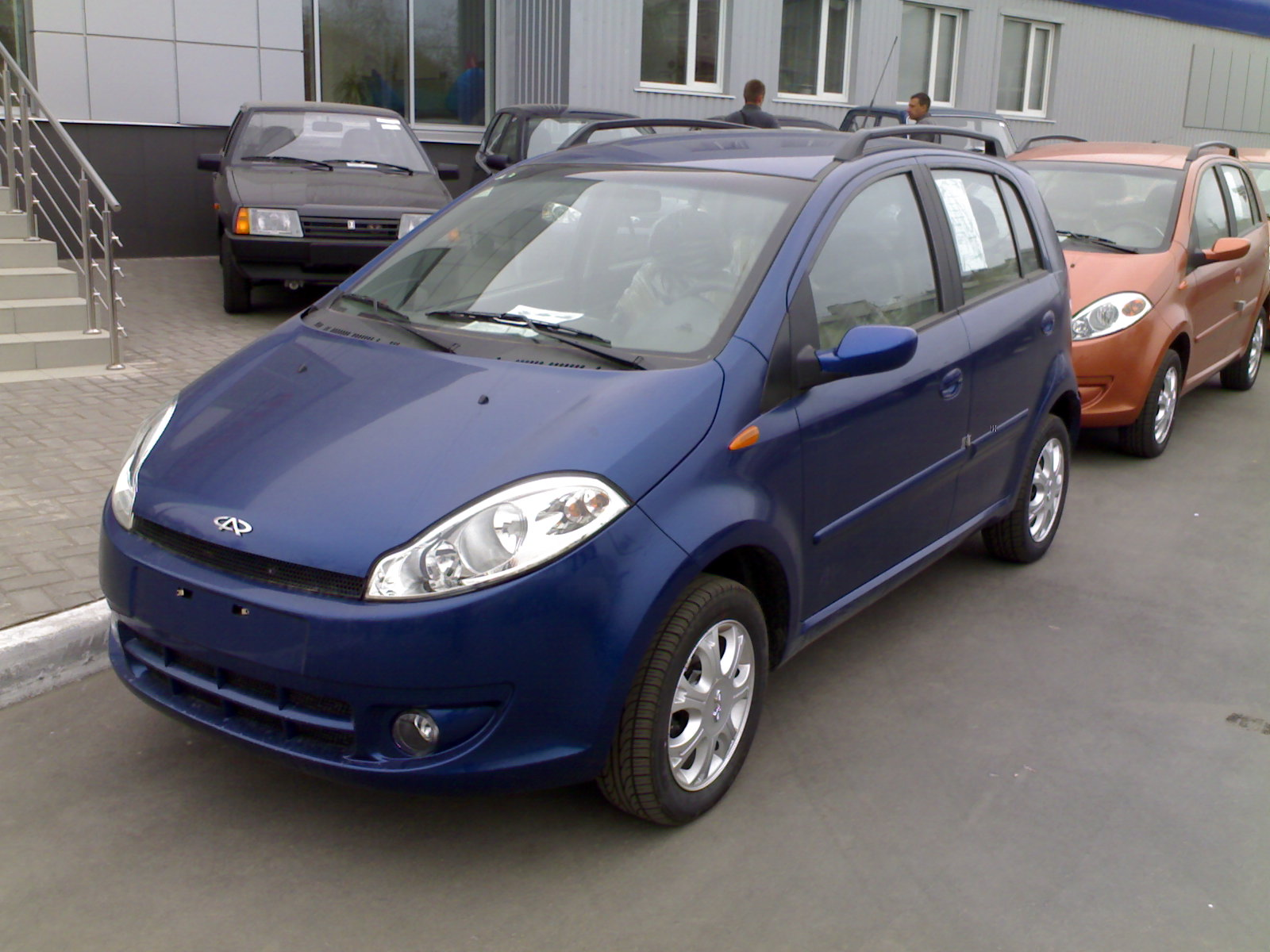
Chery A1

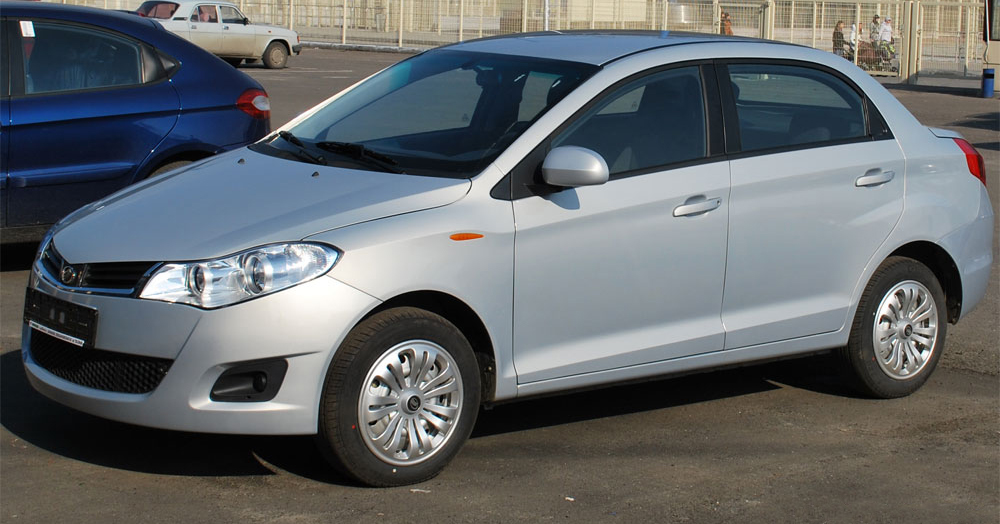
ZAZ Forza (Chery Fulwin 2)

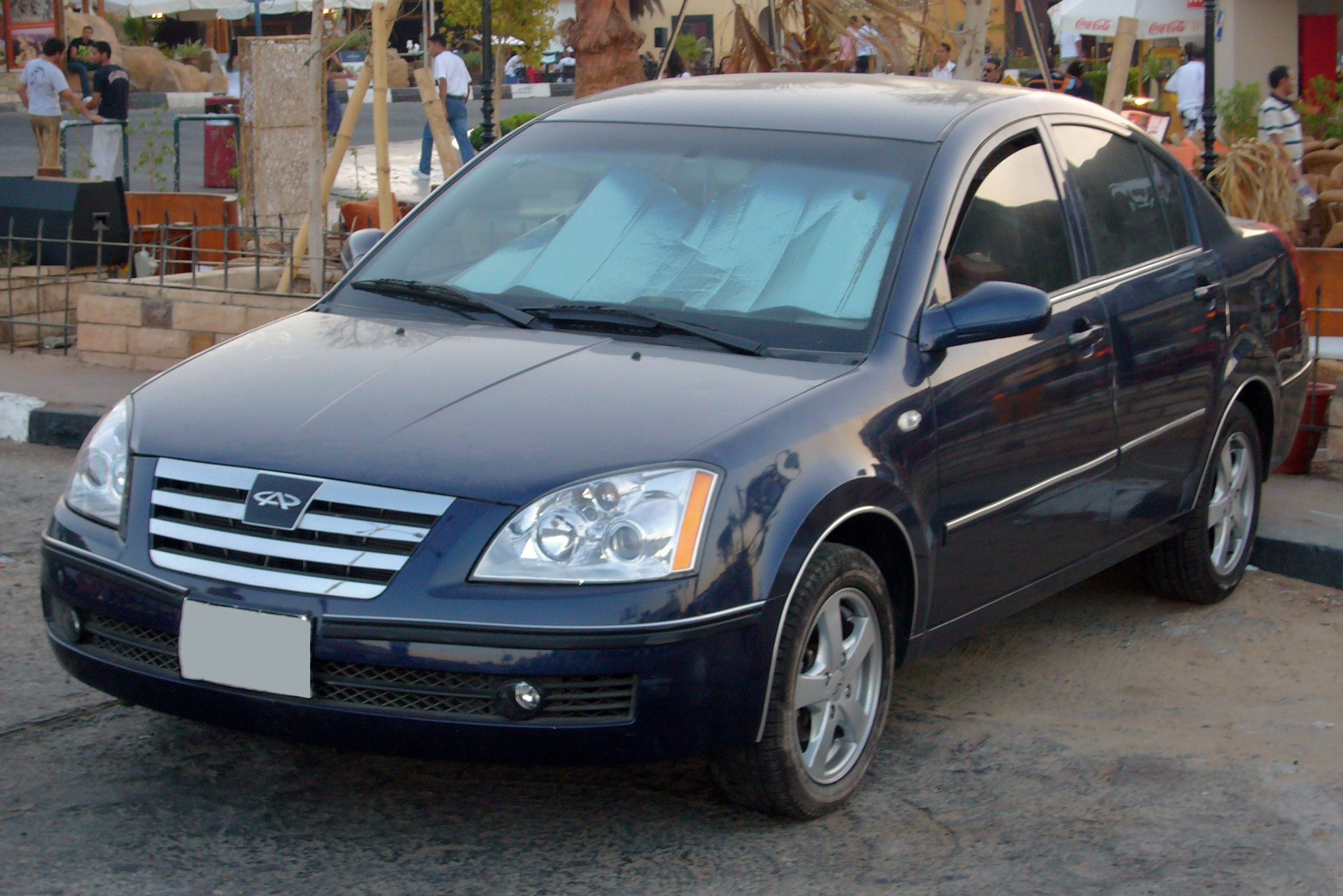
Chery A5

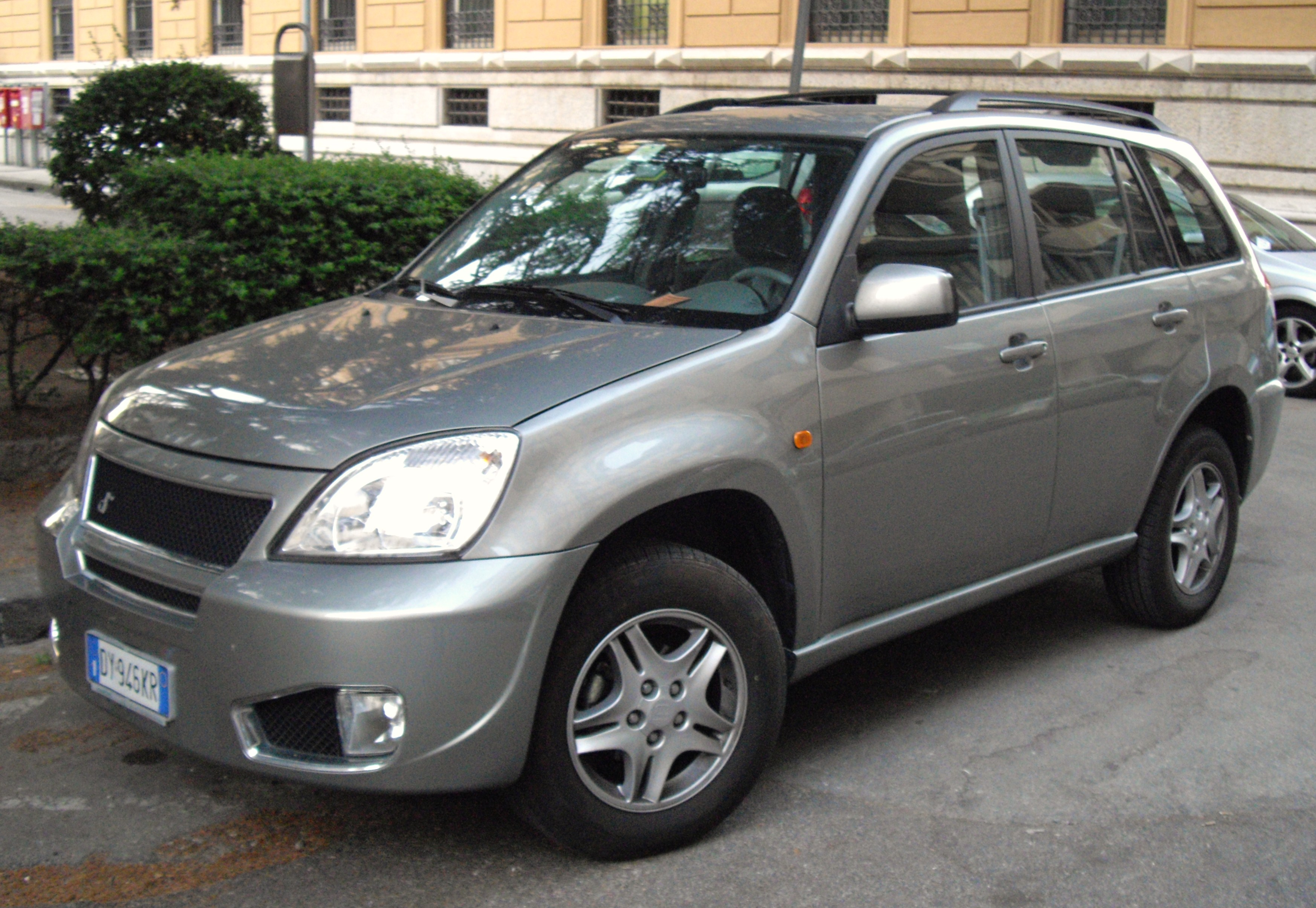
DR5 (Chery Tiggo DR)

Chery Automobile is een Chinees automerk met zestien fabrieken verspreid over de wereld en is eigendom van de lokale overheden in Wuhu. In 2020 verkocht het merk 730.000 auto's waarmee het totaal sinds de oprichting uitkomt op 9 miljoen stuks waarvan 1,7 miljoen aan buitenlandse klanten.

## Historie
Chery is opgericht in 1997 om de lokale economie van Wuhu te stimuleren. De nationale overheid weigerde Chery een productie- en verkooplicentie, maar de lokale overheid bracht uitkomst met een opdracht voor de levering van taxi's. Op 18 december 1999 begon de productie van de Chery Fengyun met een in licentie verkregen chassis en carrosserie van de eerste generatie Seat Toledo. In 2001 nam Shanghai Automotive Industry Company (SAIC) een belang van 20% in de autoproducent, maar in 2004 verkocht zij haar aandeel weer. In 2003 richtte Chery een onderzoeks- en ontwikkelingsfacilteit op voor het ontwerpen van auto's en de bouw van zelf ontwikkelde motoren met de naam ACTECO, die in samenwerking met het Oostenrijkse bedrijf AVL zijn ontworpen.
In februari 2005 startte in Iran de productie van de Chery QQ onder de naam MVM 110. General Motors betichtte het bedrijf dat het ontwerp van de Chery QQ een illegale kopie is van de Chevrolet Spark van GM Daewoo. In november 2005 hebben beide partijen een schikking getroffen, waarbij alle geschillen werden opgelost en claims werden ingetrokken.
Net als andere Chinese autofabrikanten is de introductie van het merk in Europa en Noord-Amerika inmiddels al vele malen uitgesteld. In 2005 werd onder leiding van Malcolm Bricklin grootschalig een Noord-Amerikaanse introductie van het merk voorbereid. Het modellengamma van Visionary Vehicles zou in eerste instantie onder andere een voorwielaangedreven middenklasser, een sportieve coupé en een crossover omvatten, later gevolgd door een achterwielaangedreven sedan. De auto's van Visionary zouden moeten gaan concurreren met Audi, maar vergelijkbaar geprijsd met concurrerende Honda's. In het eerste jaar zouden er 250.000 verkocht moeten worden, wat later zou moeten oplopen naar een miljoen per jaar. Bricklin had al van vijftig dealers de rechten gekocht ter waarde van 100 miljoen dollar. De overeenkomst tussen Chery en Bricklin eindigde alweer in november 2006, doordat Chery volgens Visionary niet snel genoeg de geplande modellen gereed zou hebben. Tevens beweerde Chery in 2005 nog de Europese markt al in 2007 te betreden.
Eind 2005 sloot Chery een overeenkomst met importeur Daewoo Motors Egypt, waarna in 2006 de assemblage van Chery modellen startte onder de merknaam Speranza. In juni 2008 begon Chery een samenwerking met de Russische autofabrikant TagAZ. In dat jaar startte de productie van de Chery A5, in Rusland verkocht als Chery Fora, onder de naam Vortex Estina. Eind 2008 beëindigde de Amerikaanse autofabrikant Chrysler de samenwerking met Chery, die in juli 2007 werd gesloten. Chery zou voor Dodge de kleine Breeze gaan bouwen, gebaseerd op de Chery A1. De samenwerking had voor meer aanzien over de landsgrenzen moeten zorgen.
Begin 2009 introduceerde Chery drie nieuwe submerken: het luxemerk Riich, Rely die vooral SUV's en MPV's zal gaan verkopen en Karry die zich zal gaan toeleggen op microvans, die in China zeer populair zijn. De introductie van de drie nieuwe merken viel samen met de onthulling van de grote middenklasser Riich G6. Naast de G6 introduceerde Chery op de Auto Shanghai 2009 de middenklasser Riich G5 en de compacte modellen Riich M1, M5 en X1. Ook werden enkele andere modellen van Chery omgedoopt tot Rely of Karry. Chery heeft in 2009 aangegeven geen interesse te hebben in een buitenlandse acquisitie, anders dan concurrenten als Geely, SAIC en BAIC die (delen van) Europese autoproducenten inlijfden.
Op 26 maart 2010 rolde de twee miljoenste Chery van de band. In 2011 daalde de productie mede door het beëindigen van subsidies op auto's met een cilinderinhoud tot 1.6 liter per eind 2010. De internationale markten, met Zuid-Amerika voorop, namen toen 40% van de totale verkopen van Chery voor hun rekening. De exportverkopen van Chery stegen tot en met november 2011 met 80% ten opzichte van dezelfde periode in 2010 tot meer dan 150.000.
In 2012 besloten Jaguar Land Rover en Chery Automobile een joint-venture op te richten voor de productie en verkoop van automobielen in China. China is de derde afzetmarkt voor het Britse bedrijf, na het Verenigd Koninkrijk en de Verenigde Staten. In 2011 werden in China 42.000 voertuigen van het merk verkocht. De joint venture heeft een productielocatie in de buurt van Shanghai. In 2020 was de cumulatieve productie uitgekomen op 300.000 eenheden.
In november 2024 rolde de eerste auto uit de Spaanse fabriek. Dit is een joint venture van Chery met het Spaanse EV MOTORS. De Ebro fabriek is gevestigd in Barcelona en het is een voormalige fabriek van Nissan die in 2021 de productie hier staakte. Chery heeft de ambitie om hier in 2027 zo'n 50.000 auto's te produceren en dit aantal te verdrievoudigen in 2029.

## DR Motor Company
De DR Motor Company is een firma van de Italiaan Massimo Di Risio, gevestigd in Macchia d'Isernia in de Zuid-Italiaanse regio Molise, welke sinds 2007 auto's bouwt met geïmporteerde carrosserieën van Chery. Op 7 september 2011 werd bekend dat DR Motor de fabriek van Fiat in Termini Imerese zal overnemen. Ook zal DR Motor vanaf het najaar van 2011 de fabriek van Irisbus, eigendom van Iveco, in Flumeri in de regio Campania overnemen. DR Motor toonde in 2006 twee nieuwe SUV's: de DR3 met drie portieren en de DR5 met vijf portieren. DR Motor startte een jaar later met de assemblage van de DR5, die is afgeleid van de SUV Chery Tiggo. De DR5 beschikt over ACTECO benzinemotoren van Chery en een 1,9 liter-MultiJetdieselmotor van Fiat. Inmiddels is het gamma uitgebreid met de modellen DR1 (gebaseerd op de Riich M1) en de DR2 (gebaseerd op de Chery A1). Op de Bologna Motor Show 2010 presenteerde DR de op de Chery Fulwin 2 gebaseerde DR3.

## Qoros
In 2007 sloten Chery Automobile en Israel Corporation een joint venture, Chery Quantum auto. Sindsdien is er US$ 500 miljoen in geïnvesteerd. De Europese introductie zal gepaard gaan met drie modellen, die goed moeten zijn voor 5 sterren in de Euro NCAP botsproeven, zullen worden voorzien van Chery ACTECO motoren en een elektromotor, transmissies van Getrag en Gert Hildebrand is verantwoordelijk voor het design, ontwerper van de BMW Mini.

## Italiaans design
Pininfarina is verantwoordelijk voor het design van de Chery M14 Concept en A3. De A1 is in samenwerking met Bertone ontworpen, evenals de Chery A6CC Concept (en productieversie Riich Z5) en de Chery Tiggo 6 Concept. Ook de Chery/Rely V5 is in samenwerking met een aantal Italiaanse bedrijven ontworpen. De Chery Fulwin II Coupe (Lei) en Tiggo5 (Lui) concept cars zijn ontworpen door Torino Design, net als de Chery Shooting Sport Concept en Chery Faira NN, in productie gegaan als Riich M1.

## Verkoopcijfers
In 2024 werden 2,6 miljoen voertuigen verkocht, een stijging van 38,4% ten opzichte van 2023. Hiervan werden 1,15 miljoen voertuigen geëxporteerd en Chery was daarmee voor het 22ste jaar op de rij de grootste Chinese exporteur van automobielen. In 2024 werden bijna 0,6 miljoen elektrische auto's verkocht.
De verkoopcijfers van Chery wereldwijd vanaf 2000 staan in de onderstaande tabel: